# Marguerite d'Egmont
 (avril 2018).
Si vous disposez d'ouvrages ou d'articles de référence ou si vous connaissez des sites web de qualité traitant du thème abordé ici, merci de compléter l'article en donnant les références utiles à sa vérifiabilité et en les liant à la section « Notes et références ».
Marguerite d'Egmont (née en 1517, morte à Bar-le-Duc le 10 mars 1554) est une membre de la Maison d'Egmont, puissante famille des Pays-Bas Espagnols qui devint par mariage comtesse de Vaudémont.

## Biographie
Marguerite d'Egmont est l'aînée des trois enfants de Jean IV d'Egmont et de son épouse Françoise de Luxembourg. Chevalier de la Toison d'Or, prince de Gavres, le comte d'Egmont est un des plus puissants seigneurs des Pays-Bas espagnols mais meurt prématurément en 1527. Son fils aîné lui succède mais meurt lors du naufrage de la flotte impériale en 1541[réf. nécessaire]. Le second fils, Lamoral d'Egmont relève les titres de son père et se distingue au service de Charles Quint puis de son fils et successeur Philippe II d'Espagne.
En 1549, Marguerite d'Egmont épouse Nicolas de Lorraine, comte de Vaudémont. Fils cadet du duc Antoine de Lorraine, ce prince est promis à une brillante carrière ecclésiastique quand la mort prématurée de son frère François Ier de Lorraine l'appelle à exercer conjointement avec sa belle-sœur, Christine de Danemark, la régence pour son neveu Charles III de Lorraine. Il en est cependant bientôt exclu par les conseils qui confient la régence à la seule duchesse douairière, nièce de l'empereur. Le comte de Vaudémont renonce à la cléricature en 1548 et songe à se marier. Favorable à la France, son choix se porte diplomatiquement sur Marguerite d'Egmont, de sept ans son aînée, dont la famille est fidèle à l'empereur. Le mariage semble avoir été harmonieux. Le comte et la comtesse demeurent en leur château de Nomeny, dans le duché de Bar, entre Pont-à-Mousson et Bar-le-Duc. La comtesse y donne le jour à quatre enfants :
- Marguerite (1550-jeune)
- Catherine (1551-jeune)
- Henri, comte de Chaligny (1552-jeune)
- Louise (1553-1601) épouse en 1575 Henri III, roi de France (1551-1589), sans postérité.

En 1552, allié aux protestants allemands, le roi Henri II de France entame un "Voyage d'Allemagne" qui lui permet d'imposer unilatéralement sa protection aux évêchés de Toul, Metz et Verdun. Suzerain du Barrois pour la rive gauche de la Meuse, il est accueilli à Nancy par la régente et toute la famille ducale. Il en profite pour destituer autoritairement la régente, lui enlever son fils à qui il veut donner une éducation à la française à Paris et donner la régence au francophile prince Nicolas. La Lorraine et le Barrois entrent définitivement dans l'orbite française. L'empereur Charles Quint réagit trop tard et ne peut reconquérir cette partie de l'empire. Vieillissant, il abdique peu après, se retire dans un couvent espagnol et meurt en 1558.
Marguerite meurt le 10 mars 1554 à Bar-le-Duc. Le comte de Vaudémont se remarie le 24 février 1555 à Jeanne de Savoie-Nemours avec qui il a le fils attendu. Le frère de la comtesse, Lamoral d'Egmont se rebelle contre l'arbitraire espagnol et est exécuté en 1568.